# شرکت ملی خدمات مهندسی پاکستان
شرکت ملی خدمات مهندسی پاکستان ({{lang-ur|قومی خدماتِ مہندسی پاکستان) شرکت دولتی مهندسی پاکستانی است، که در سال ۱۹۷۳ توسط دولت پاکستان تأسیس شد.